# Berrieux
Berrieux est une commune française située dans le département de l'Aisne, en région Hauts-de-France.
Ses habitants se nomment Berrieusiens et Berrieusiennes.

## Géographie

### Localisation
Village situé sur le flanc ouest des collines du Laonnois, en face de la plaine débouchant sur la Champagne, il a une double identité, l'une tournée vers la forêt, l'autre vers la plaine et l'agriculture. Berrieux, bâtie sur la chaussée gauloise de Fismes au Gros-Dizy, est à 25 km. à l'est de Laon.

### Hydrographie

#### Réseau hydrographique
La commune est située dans le bassin Seine-Normandie. Elle est drainée par le ru du Moulin,.

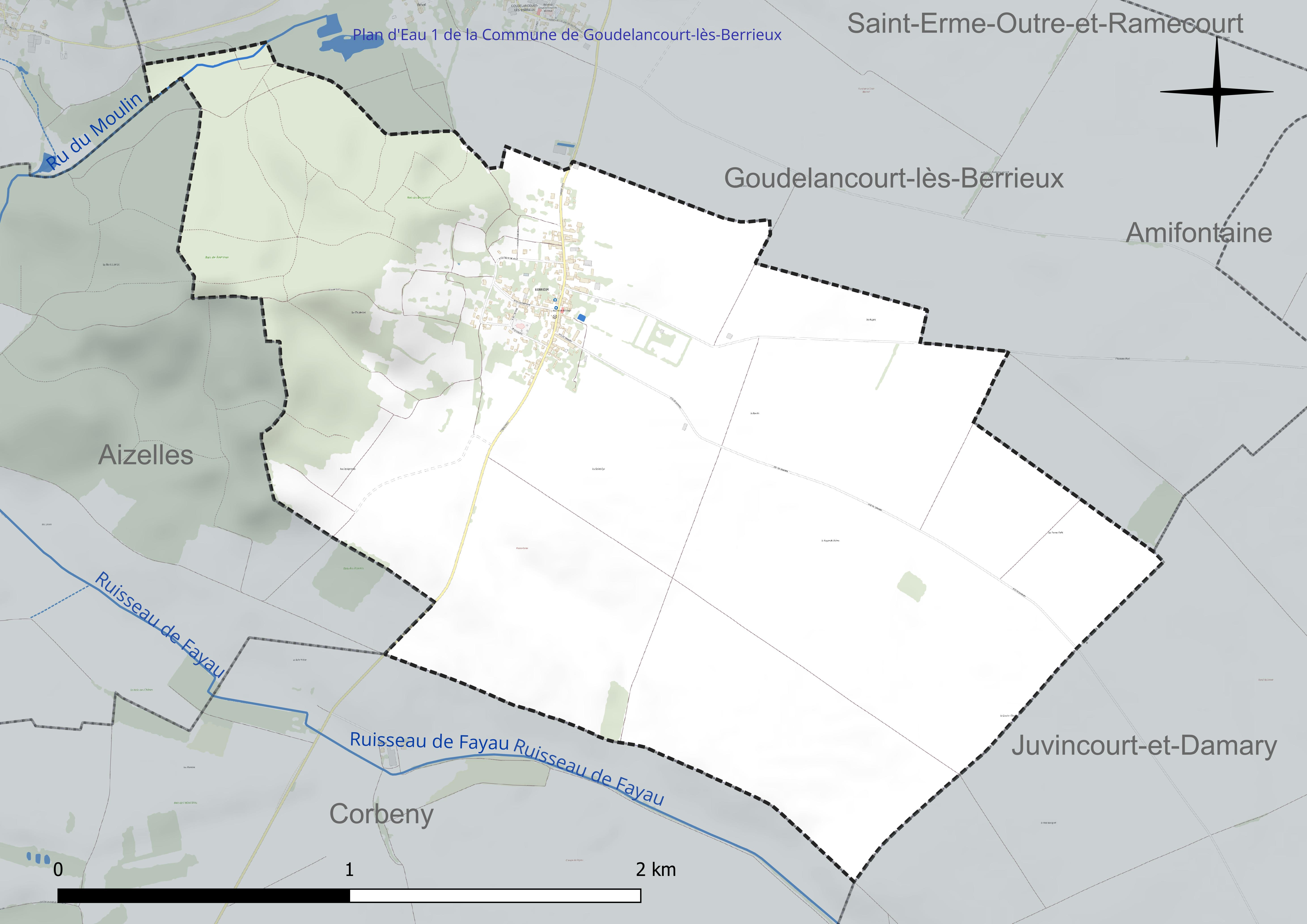
Réseau hydrographique de Berrieux.

#### Gestion et qualité des eaux
Le territoire communal est couvert par le schéma d'aménagement et de gestion des eaux (SAGE) « Aisne Vesle Suippe ». Ce document de planification, dont le territoire s'étend sur 3 096 km2 répartis sur trois départements (Aisne, Marne et Ardennes) et deux régions (Champagne-Ardenne et Picardie), a été approuvé le 16 décembre 2013. La structure porteuse de l'élaboration et de la mise en œuvre est le Syndicat d'aménagement des bassins Aisne Vesle Suippe (SIABAVES).
La qualité des cours d'eau peut être consultée sur un site spécial géré par les agences de l'eau et l'Agence française pour la biodiversité.

### Climat
Pour des articles plus généraux, voir Climat des Hauts-de-France et Climat de l'Aisne.
En 2010, le climat de la commune est de type climat océanique dégradé des plaines du Centre et du Nord, selon une étude du CNRS s'appuyant sur une série de données couvrant la période 1971-2000. En 2020, Météo-France publie une typologie des climats de la France métropolitaine dans laquelle la commune est exposée à un climat océanique altéré et est dans la région climatique Nord-est du bassin Parisien, caractérisée par un ensoleillement médiocre, une pluviométrie moyenne régulièrement répartie au cours de l'année et un hiver froid (3 °C).
Pour la période 1971-2000, la température annuelle moyenne est de 10,6 °C, avec  une amplitude thermique annuelle de 15,6 °C. Le cumul annuel moyen de précipitations est de 720 mm, avec 11,2 jours de précipitations en janvier et 9 jours en juillet. Pour la période 1991-2020 la température moyenne annuelle observée sur la station météorologique la plus proche, située sur la commune de Martigny-Courpierre à 12 km à vol d'oiseau, est de 10,7 °C et le cumul annuel moyen de précipitations est de 734,4 mm,. Pour l'avenir, les paramètres climatiques de la commune estimés pour 2050 selon différents scénarios d'émission de gaz à effet de serre sont consultables sur un site spécial publié par Météo-France en novembre 2022.

## Urbanisme

### Typologie
Au 1er janvier 2024, Berrieux est catégorisée commune rurale à habitat dispersé, selon la nouvelle grille communale de densité à 7 niveaux définie par l'Insee en 2022.
Elle est située hors unité urbaine. Par ailleurs la commune fait partie de l'aire d'attraction de Reims, dont elle est une commune de la couronne,. Cette aire, qui regroupe 294 communes, est catégorisée dans les aires de 200 000 à moins de 700 000 habitants,.

### Occupation des sols
L'occupation des sols de la commune, telle qu'elle ressort de la base de données européenne d'occupation biophysique des sols Corine Land Cover (CLC), est marquée par l'importance des territoires agricoles (77,8 % en 2018), une proportion identique à celle de 1990 (77,8 %). La répartition détaillée en 2018 est la suivante : 
terres arables (72,1 %), forêts (16,9 %), zones agricoles hétérogènes (5,7 %), zones urbanisées (5,2 %).
L'évolution de l'occupation des sols de la commune et de ses infrastructures peut être observée sur les différentes représentations cartographiques du territoire : la carte de Cassini (XVIIIe siècle), la carte d'état-major (1820-1866) et les cartes ou photos aériennes de l'IGN pour la période actuelle (1950 à aujourd'hui).

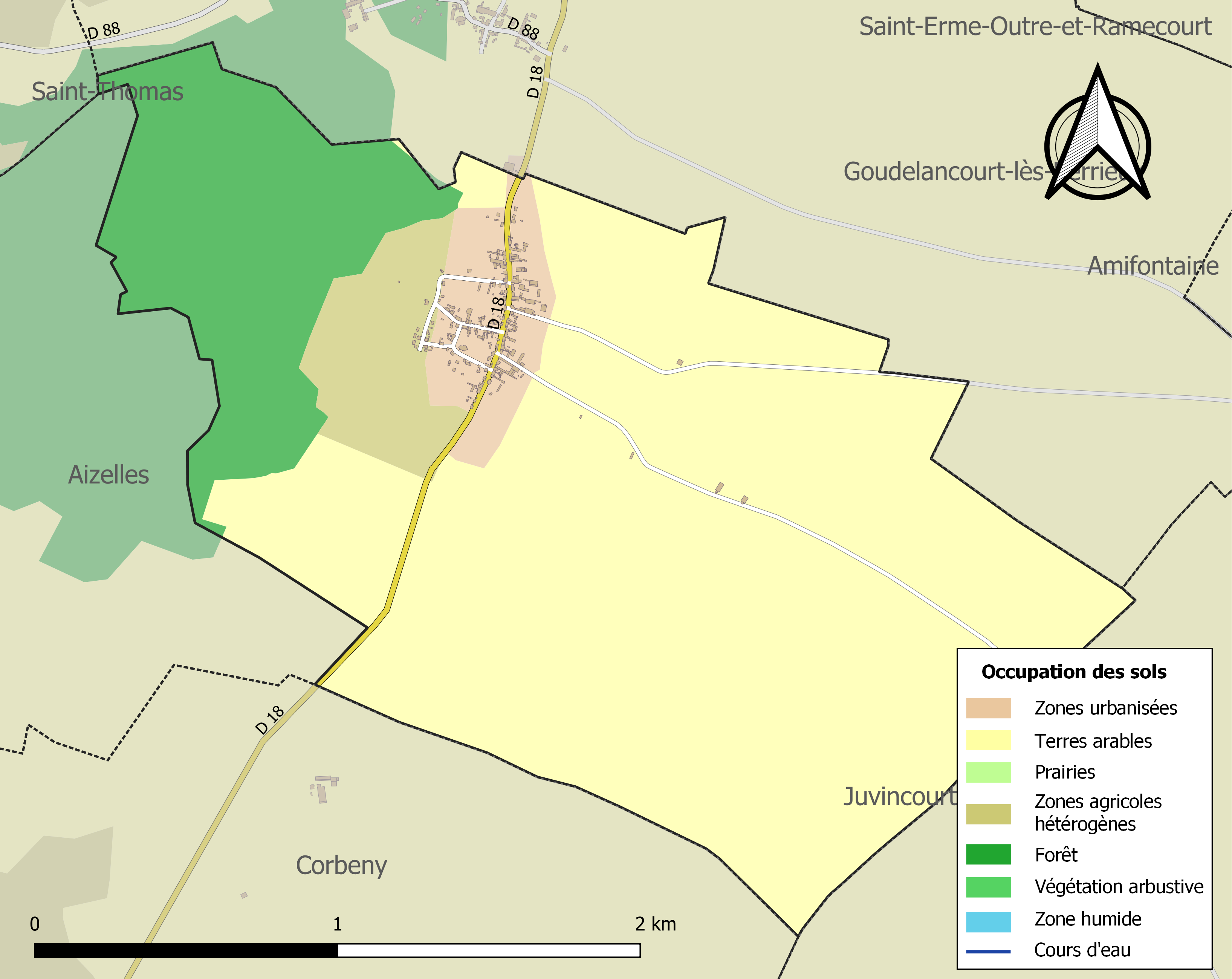
Carte des infrastructures et de l'occupation des sols de la commune en 2018 (CLC).

## Toponymie
« Berriacus » en 1081 ; « Bairu » en 1125 et en 1190 ; « Berriu » en 1194.
Le nom de Berrieux semble avoir une origine gallo-romaine, ber en celtique signifiant "baron" et rieu (rivus), vue[réf. nécessaire].

## Histoire
Le village de Berrieux serait très ancien. Selon le chroniqueur fabulateur Jacques de Guise, il serait bâti 600 ans avant l'ère chrétienne par Ursa, reine des Belges, quand elle soumit les Rémois, légende rejeté par Maximilien Melleville.
Son origine gauloise est attestée. On en retrouve la mention dans la Guerre des Gaules de César, lors de la bataille dite du « Camp de César » près de l'oppidum de Bibrax. Il semble accepté par les archéologues que ce camp se trouve sur le plateau au-dessus de Berrieux. Le nom actuel sur les cartes IGN est  « Camp des Romains ». Il se trouve au lieu-dit le Vieux Laon qui était autrefois territoire de Berrieux, mais qui est passé au territoire de Saint-Thomas. Berrieux était alors située à l'est de la grande « forêt de Voas », dont les forêts de Vauclair et de Saint-Gobain sont les restes épars.
Les habitants de Berrieux furent affranchis du servage en 1194, par Verric, abbé de Lobbes, et rassemblés en une seule et même commune avec ceux de Saint-Erme, Outre, Ramecourt et Goudelancourt. Berrieux dépendait autrefois de la généralité de Soissons, des bailliage, élection et diocèse de Laon.
Lors de la Première Guerre mondiale, Berrieux était située sur la ligne de front entre les forces françaises et allemandes, en zone occupée par les Allemands. En 1917, avant la bataille du Chemin des Dames, la population est évacuée vers la Belgique Le village sera entièrement détruit, puis reconstruit après-guerre.

### Seigneurs de Berrieux
- 1172-1176. Vaucher de Berrieux.
- 1192. Gobert de Berrieux / Théodoric de Berrieux
- 1194. Jean de Montchâlons, sire de Berrieux
- 1230. Gobert II de Montchâlons, sire de Berrieux

Après la famille de Montchâlons, Berrieux passe par mariage dans la famille de Tilloy, puis dans celle de Miremont qui seront seigneurs de Berrieux jusqu'à la Révolution.

## Politique et administration

### Découpage territorial
La commune de Berrieux est membre de la communauté de communes du Chemin des Dames, un établissement public de coopération intercommunale (EPCI) à fiscalité propre créé le 29 décembre 1995 dont le siège est à Craonne. Ce dernier est par ailleurs membre d'autres groupements intercommunaux.
Sur le plan administratif, elle est rattachée à l'arrondissement de Laon, au département de l'Aisne et à la région Hauts-de-France. Sur le plan électoral, elle dépend du canton de Villeneuve-sur-Aisne pour l'élection des conseillers départementaux, depuis le redécoupage cantonal de 2014 entré en vigueur en 2015, et de la première circonscription de l'Aisne  pour les élections législatives, depuis le dernier découpage électoral de 2010.

### Administration municipale
| Période                                  | Période                       | Identité                 | Étiquette | Qualité                                    |
| ---------------------------------------- | ----------------------------- | ------------------------ | --------- | ------------------------------------------ |
| Les données manquantes sont à compléter. |                               |                          |           |                                            |
| 1848                                     | 1879                          | Nicolas Stanislas Payen, |           | (1801-1890)                                |
| Les données manquantes sont à compléter. |                               |                          |           |                                            |
| mars 2001                                | mars 2008                     | Philippe Huart           |           |                                            |
| mars 2008                                | En cours (au 11 juillet 2020) | Gilles Payen             | DVD       | Agriculteur Réélu pour le mandat 2020-2026 |

Depuis 2015, Berrieux est dans le canton de Villeneuve-sur-Aisne (no 6) du département Aisne. Avant la réforme des départements, Berrieux était dans le canton no 12 de Craonne dans la 1re circonscription.

## Démographie
L'évolution du nombre d'habitants est connue à travers les recensements de la population effectués dans la commune depuis 1793. Pour les communes de moins de 10 000 habitants, une enquête de recensement portant sur toute la population est réalisée tous les cinq ans, les populations de référence des années intermédiaires étant quant à elles estimées par interpolation ou extrapolation. Pour la commune, le premier recensement exhaustif entrant dans le cadre du nouveau dispositif a été réalisé en 2006.

En 2022, la commune comptait 177 habitants, en évolution de −6,84 % par rapport à 2016 (Aisne : −1,97 %, France hors Mayotte : +2,11 %).
| 1793 | 1800 | 1806 | 1821 | 1831 | 1836 | 1841 | 1846 | 1851 |
| ---- | ---- | ---- | ---- | ---- | ---- | ---- | ---- | ---- |
| 401  | 472  | 486  | 492  | 529  | 522  | 504  | 481  | 507  |

| 1856 | 1861 | 1866 | 1872 | 1876 | 1881 | 1886 | 1891 | 1896 |
| ---- | ---- | ---- | ---- | ---- | ---- | ---- | ---- | ---- |
| 516  | 505  | 480  | 412  | 389  | 385  | 384  | 386  | 379  |

| 1901 | 1906 | 1911 | 1921 | 1926 | 1931 | 1936 | 1946 | 1954 |
| ---- | ---- | ---- | ---- | ---- | ---- | ---- | ---- | ---- |
| 369  | 344  | 348  | 191  | 244  | 210  | 202  | 173  | 214  |

| 1962 | 1968 | 1975 | 1982 | 1990 | 1999 | 2006 | 2011 | 2016 |
| ---- | ---- | ---- | ---- | ---- | ---- | ---- | ---- | ---- |
| 182  | 162  | 142  | 166  | 162  | 161  | 164  | 181  | 190  |

| 2021 | 2022 | - | - | - | - | - | - | - |
| ---- | ---- | - | - | - | - | - | - | - |
| 180  | 177  | - | - | - | - | - | - | - |

## Économie
Le village de Berrieux possède un gîte rural, « les jardins Monsieur ».

## Culture locale et patrimoine

### Lieux et monuments

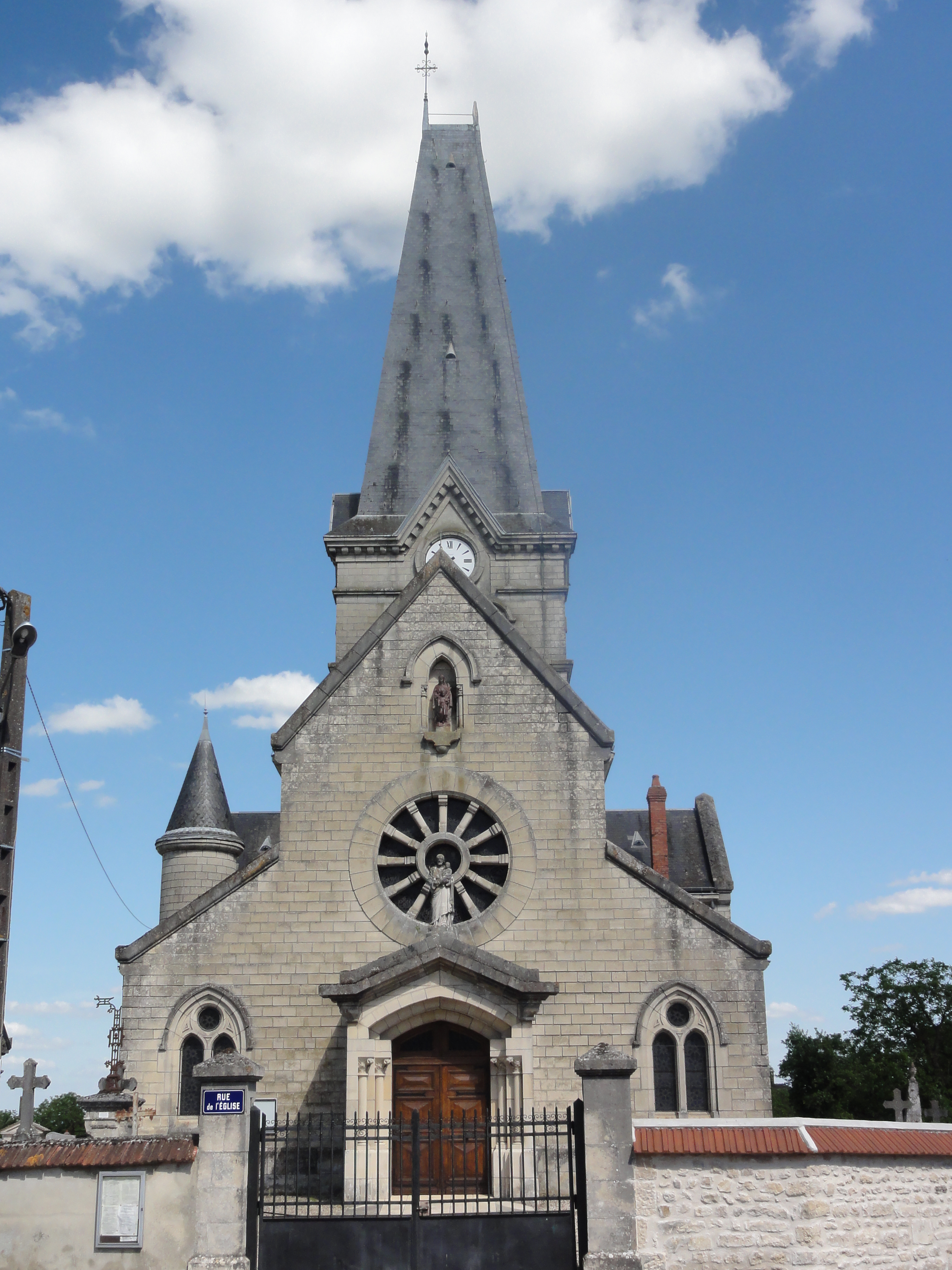
Église Saint-Cyr-et-Sainte-Julitte.

- Église Saint-Cyr-et-Sainte-Julitte de Berrieux.
- Cimetière. Une tombe et d'anciennes pierres tombales en grès.
- Monument aux morts, commémorant 14 soldats de la guerre 1914-1918 et un soldat du bataillon français de l'ONU mort à Hanoï en 1951.
- Fontaine dite de la « Barzibu », vraisemblablement liée à un ancien rite de fécondité pré-chrétien.
- Fontaine de Saint-Cyr[26].
- Calvaire sur la route départementale D 18.

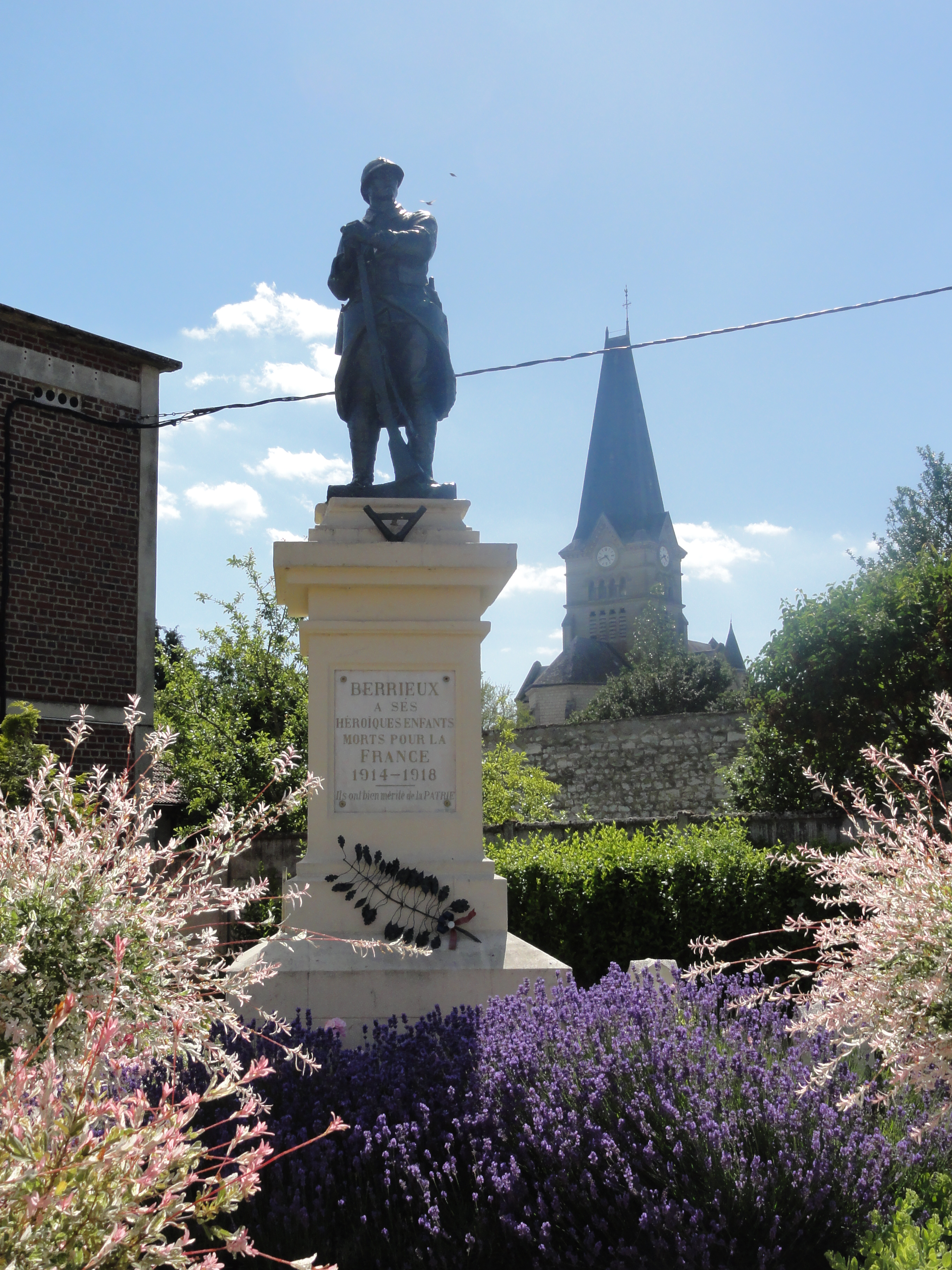
Monument aux morts.
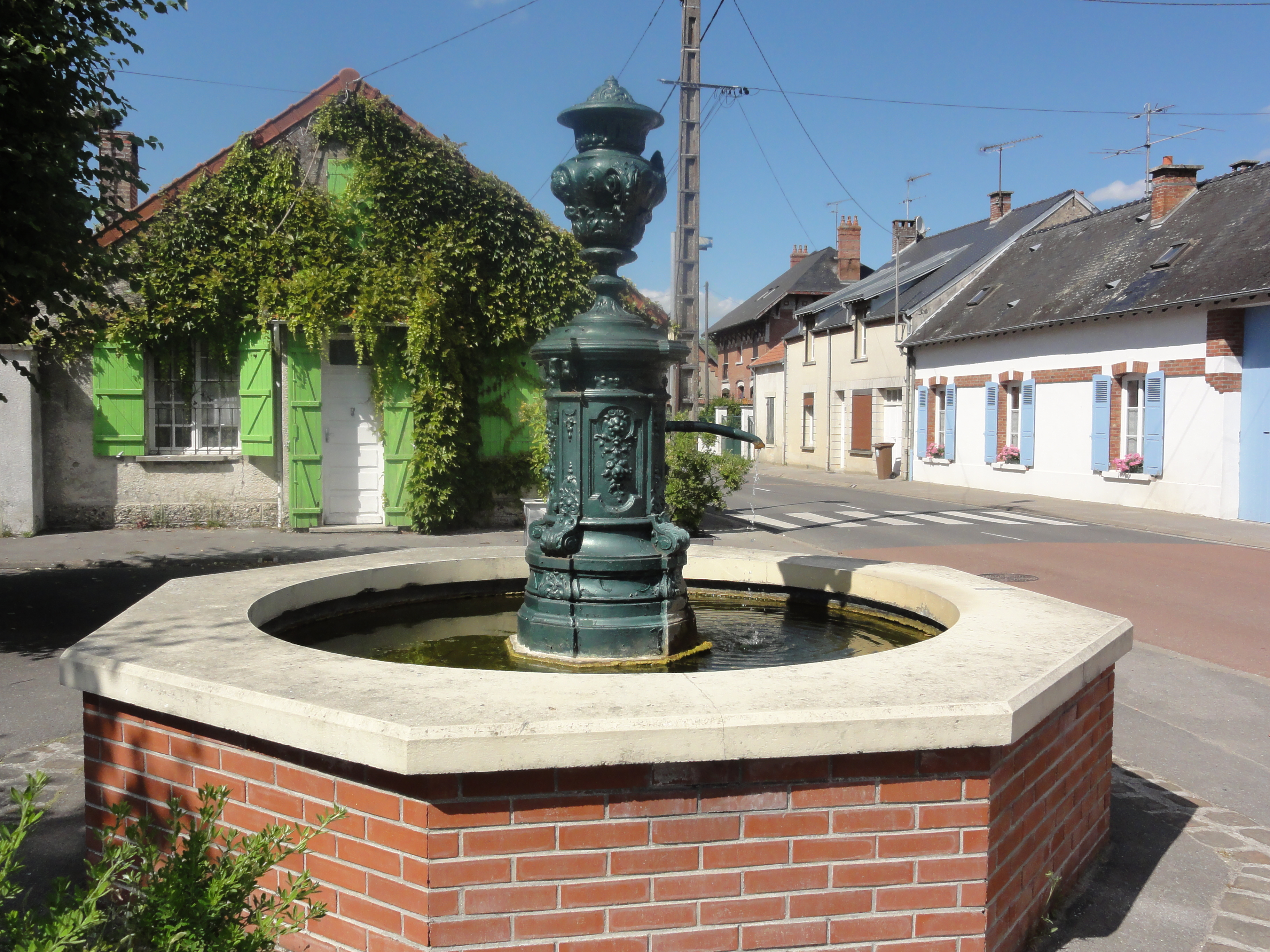
Fontaine.
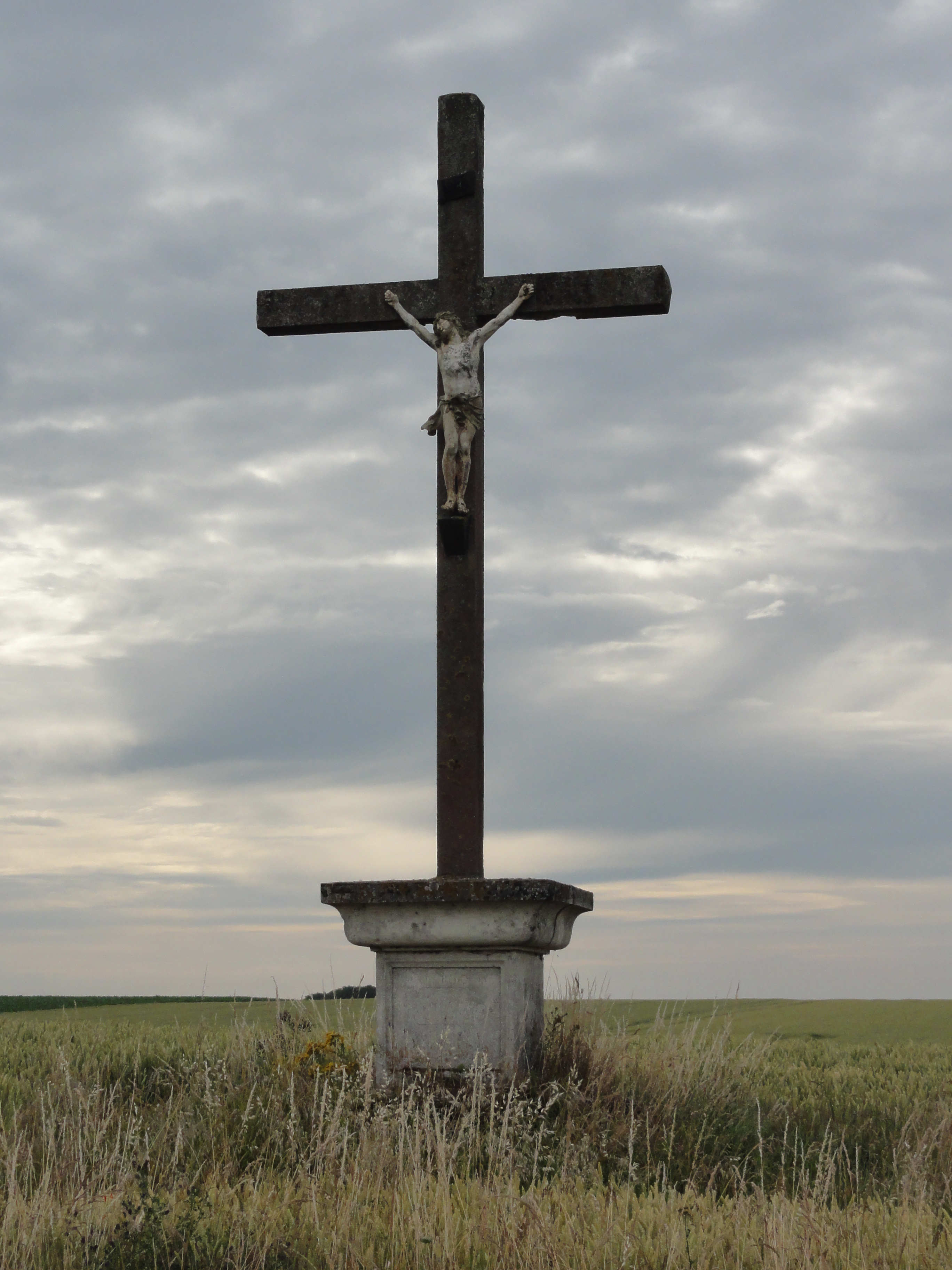
Calvaire.

## Pour approfondir